# اناندپور کالو
اناندپور کالو (به انگلیسی: Anandpur Kalu) یک منطقهٔ مسکونی در هند است که در راجستان واقع شده‌است.

## خصوصیات
اناندپور کالو ۸٬۳۳۴ نفر جمعیت دارد و ۳۰۷ متر بالاتر از سطح دریا واقع شده‌است.